# Прем'єр-кубок Гібралтару з футболу
Прем'єр-кубок Гібралтару (англ. Gibraltar Premier Cup) — друге за значимістю кубкове футбольне змагання у Гібралтарі. Турнір був вперше проведений у 2013 році.

## Формат турніру
У кубку гібралтарської ліги беруть участь клуби Прем'єр-дивізіону. Кубок складається з двох етапів. На груповому етапі команди розділені на дві групи, де вони зустрічаються між собою по одному разу. По дві найкращі команди виходять у плей-оф, де вони і визначають переможця. Фінал складається з одного матчу.

## Перемоги за клубами
| Клуб              | Переможець | Фіналіст |
| ----------------- | ---------- | -------- |
| Лінкольн Ред Імпс | 1 (2014)   | -        |
| Юероп             | 1 (2015)   | -        |